# Pollok Castle

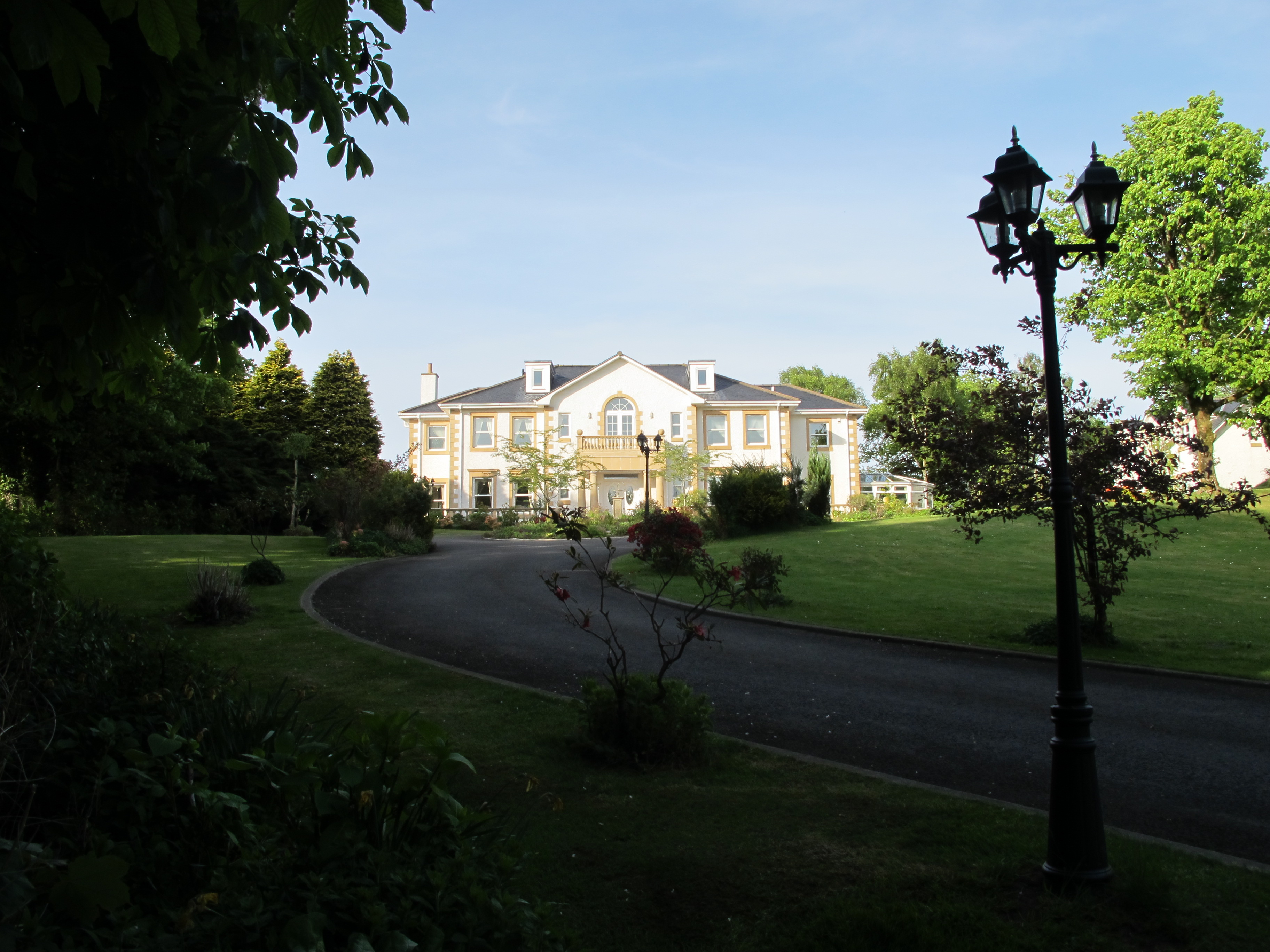
Pollok Castle aus dem Jahr 2003

Pollok Castle ist ein Landhaus im Vorort Newton Mearns der schottischen Stadt Glasgow.

## Geschichte
Die erste Burg war ein Turm, der aus dem 11. Jahrhundert stammte. 1686 ließ Sir Robert Pollok diesen einreißen und durch ein großes Landhaus ersetzen. Im Jahre 1882 wurde das damals schon leerstehende Haus durch einen Brand vollkommen zerstört und bald darauf im Auftrag von Mrs Ferguson Pollok im Scottish Baronial Style wieder aufgebaut, wobei einige erhalten gebliebene Elemente der früheren Bauten integriert wurden.
In den 1940er-Jahren wurde das Haus erneut aufgegeben und verfiel anschließend zu einer Ruine. Ein Teil dieser Ruinen wurde in den 1970er-Jahren gesprengt. Der neue Besitzer, ein Mr Greer, der das Grundstück von der Stadtverwaltung erworben hatte, ließ ein Fertighaus auf den Fundamenten von Pollok Castle errichten. Die Torhäuser an den beiden Enden des Anwesens wurden zusammen mit dem Gärtnerhaus und den Stallungen ebenfalls umgebaut und als private Wohnhäuser verkauft.
Anfang der 1990er-Jahre wurde das Fertighaus entfernt. Der neue Besitzer Alex Hewitt ließ 2003 ein neues Landhaus im schottischen Adamstil errichten. Dabei blieben einige der originalen Fundamente und Mauern des alten Landhauses erhalten, insbesondere ein Abschnitt der fünf Meter hohen Mauer am nördlichen Graben.